# 瑞浪町
瑞浪町（みずなみちょう）は、かつて岐阜県土岐郡にあった町である。
現在の瑞浪市中心部（瑞浪駅付近）と南西部に該当し、土岐川沿いの地域である。
村名は、「水の南」（土岐川の南）の意味と「瑞穂の浪打つ」という意味で名づけられた。
瑞浪市は瑞浪町が市制施行した市ではなく、土岐郡瑞浪土岐町、恵那郡陶町などの町村が合併して成立した市である。市名は、旧・瑞浪町の名を継承している。

## 歴史
- 江戸時代末期、この地域は岩村藩領、天領、旗本領（遠山氏）であった。
- 1897年（明治30年）4月1日 - 小田村、山田村、寺河戸村が合併し瑞浪村となる。
- 1920年（大正9年）5月1日 - 町制施行し、瑞浪町となる。
- 1951年（昭和26年）4月1日 - 土岐町と合併し瑞浪土岐町が発足。同日瑞浪町廃止。

## 教育
- 瑞浪町立瑞浪中学校（現・瑞浪市立瑞浪中学校）
- 瑞浪町立瑞浪小学校（現・瑞浪市立瑞浪小学校）

## 交通
- 国鉄中央本線
  - 瑞浪駅

## 神社・仏閣
- 明徳稲荷神社
- 日吉神社
- 護国神社
- 宝林寺
- 通源寺
- 正宗寺